# Ipogeo di Santa Geffa
L'ipogeo di Santa Geffa o chiesa rupestre di Santa Geffa è una struttura architettonica paleocristiana di datazione incerta, ubicata nel territorio della città di Trani, a circa 3 chilometri dal centro abitato.
Dal 1998 il sito è compreso in un eponimo Parco archeologico gestito da una cooperativa sociale.

## Datazione e denominazione
Gli studiosi la fanno risalire alternativamente al III, IV, VII o XI secolo. Anche l'etimologia del nome è incerta, non esistendo tracce di una santa di nome Geffa: si è ipotizzata una dedica a san Pietro (in aramaico Kefa, da cui "Geffa") per un supposto passaggio nella zona durante il viaggio verso Roma; in alternativa il riferimento sarebbe a santa Genoveffa.

## Descrizione
Si tratta di un ipogeo ricavato nel tufo del suolo, diviso in tre navate con absidi; la volta dell'abside centrale manca nella quasi totalità a causa di un crollo pregresso. Ha una pianta a croce greca scandita da sei pilastri cruciformi. È preceduta da una modesta necropoli, con sepolcri vacanti.